# Pantoporia bieti
Pantoporia bieti är en fjärilsart som beskrevs av Charles Oberthür 1894. Pantoporia bieti ingår i släktet Pantoporia och familjen praktfjärilar. Inga underarter finns listade i Catalogue of Life.